# Eimeria acervulina
Eimeria acervulina is een soort in de taxonomische indeling van de Myzozoa, een stam van microscopische parasitaire dieren. Het organisme komt uit het geslacht Eimeria en behoort tot de familie Eimeriidae. Eimeria acervulina is een van de veroorzakers van coccidiose bij kippen.